# Лі Чон Сок
У цьому корейському імені прізвище (Лі) стоїть перед особовим ім'ям.
Лі Чон Сок (кор. 이종석, 李鐘奭, нар. 14 вересня 1989) — південнокорейський актор і модель. Він розпочав кар'єру моделі у 2005 році, ставши наймолодшим чоловіком-моделлю, який коли-небудь брав участь у Сеульському тижні моди. Здобув популярність завдяки ролі у серіалі «Школа 2013» (2012).

## Навчання
Лі Чон Сок навчався за фахом «Професійна кінематографія та мистецтво» в університеті Конґук і закінчив його у 2016 році.

## Кар'єра

### 2005—2010: Початок
У 16 років Лі розпочав свою кар'єру моделі на показі Сеульської колекції у 2005 році, що зробило його наймолодшим чоловіком-моделлю, який дебютував під час програми «Сеульська колекція» на «Тижні моди у Сеулі». Після того, він з'являвся в декількох показах моди.
Чон Сок протягом трьох місяців тренувався, щоб стати членом айдол-гурта, і підписав контракт з агентством щодо свого дебюту. Однак він покинув агентство після того, як воно порушило свою обіцянку щодо його акторського дебюту. Пізніше він взяв участь у відборі акторів на телевізійній станції SBS, хоча ще навчався у середній школі. У 2010 році відбувся його офіційний акторський дебют у південнокорейському телевізійному серіалі «Прокурор Принцеса».

### 2011—2013: Зростання популярності та прорив у кар'єрі
Зростання популярності Чон Сока пов'язане з другорядною роллю у хітовій драмі «Таємничий сад», де він грав талановитого молодого композитора з грубим ставленням до людей. У 2011 році Чон Сок з'являються у ситкомі «Сильний удар: Помста коротких ніг» каналу MBC, завдяки якому він отримав ще більшу популярність; У 2012 році Лі знімався у фільмі «R2B: Повернення до бази», що є рімейком успішного фільму 1986 року, «Найкращий стрілець».

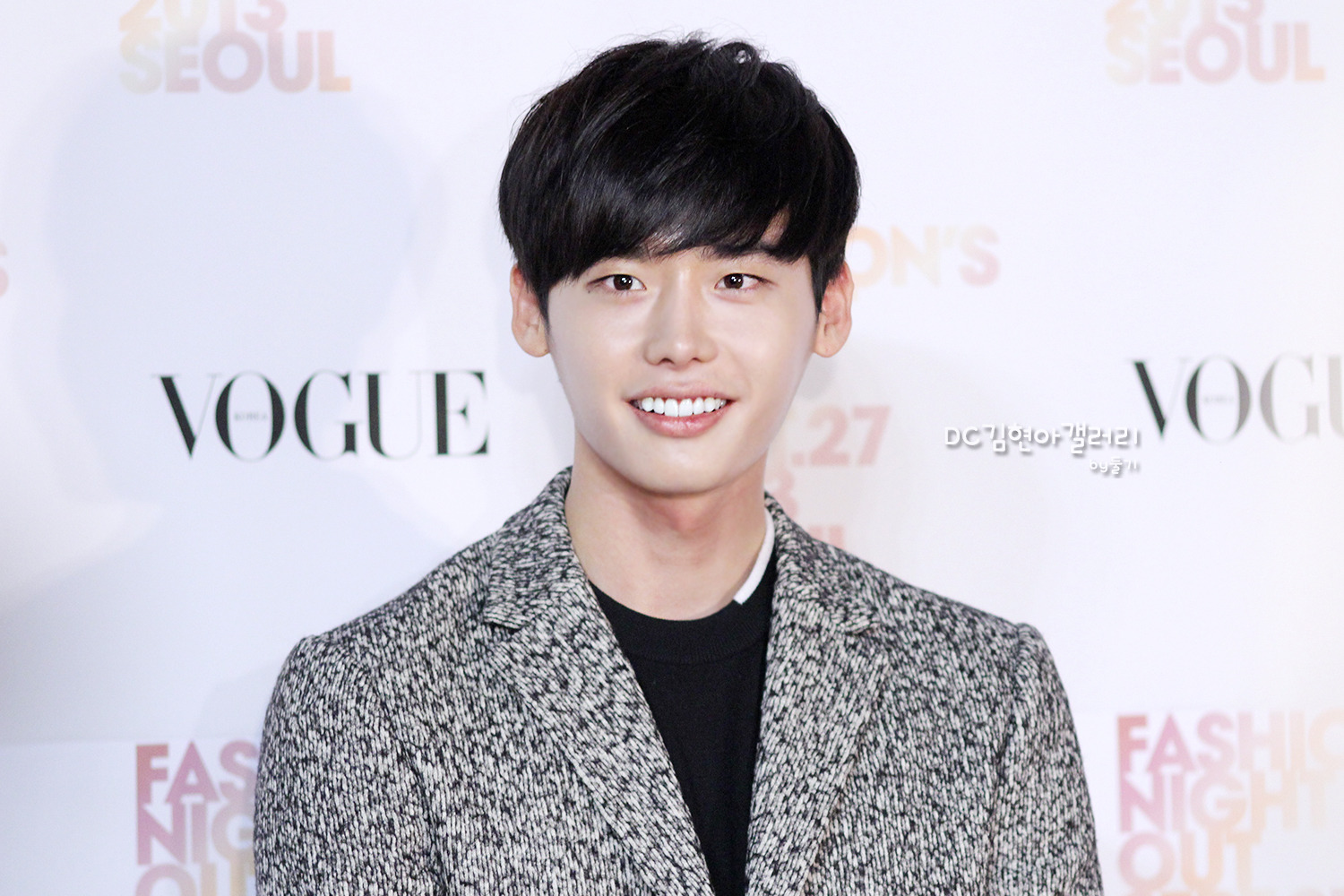
На Vogue Fashion's Night Out, 2013

Проривною роллю Лі стала роль учня старшої школи у підлітковій драмі «Школа 2013», за яку він отримав свою першу акторську нагороду на щорічній Премії KBS драма у категорії Найкращий новий актор. Також він зайняв п'яту позицію, згідно з опитуванням 'Actors Who Lit Up 2013' провединим Gallup Korea.
Після успіху у драмі «Школа 2013», Лі знімається у серіалі «Я можу почути твій голос» з Лі Бо Йон. Він грав Пак Су Ха, розумного молодого хлопця, який може читати думки. Спершу драма була розрахована на 16 серій, але була розширена на 2 серії через високі рейтинги. Він отримав нагороду за майстерність у чоловічій категорії на Премії Корейської драми за свою гру. Потім Лі знімався у спортивному фільмі «Не дихаючи» та зіграв другорядну роль у вдалому у прокаті фільмі, «Фізіогноміка».

### 2014—2015: Зростання популярності у Китаї
У січні 2014 році Лі знімався у підлітковому романтичному комедійному фільмі «Молода гаряча кров», де грав шкільного гульвіса, який намагається залицятися до всіх дівчат старшої школи, окрім однієї, Йон Сук, яку зіграла Пак Бо Йон.
Пізніше у липні, Лі знімається у дуже успішній медичній драмі «Лікар чужоземець». Він грає головного героя, Пак Хуна, геніального хірурга, якого викрадає Північна Корея. Пак Хун пізніше втікає на батьківщину та стає лікарем у провідній лікарні Південної Кореї. Він готовий витратити будь-яку суму грошей, щоб знайти своє втрачене перше кохання, Сон Че Хий (Чін Се Йо). Драма мала величезний успіх у Китаї, отримавши 400 мільйонів переглядів.
Протягом листопаду Лі знімається у «Піноккіо» разом із Пак Сін Хє. Він грає головного героя, Чхве Таль Пхо який ще хлопчиком втратив всю сім'ю через брехливі новини, які були створенні ЗМІ. Потім дідусь з сільської місцевості усиновлює хлопчика після того як знайшов його у морі. З плином часу Таль Пхо сам стає репортером початківцем у телекомпанії, бореться за ідею справедливості та правди у світі, в якому факти часто приховують. Піноккіо став ще одним хітом із зареєстрованим доходом 6.2 мільярдів вон (US$5.62 мільйонів) за права на трансляцію протягом лише одного року.

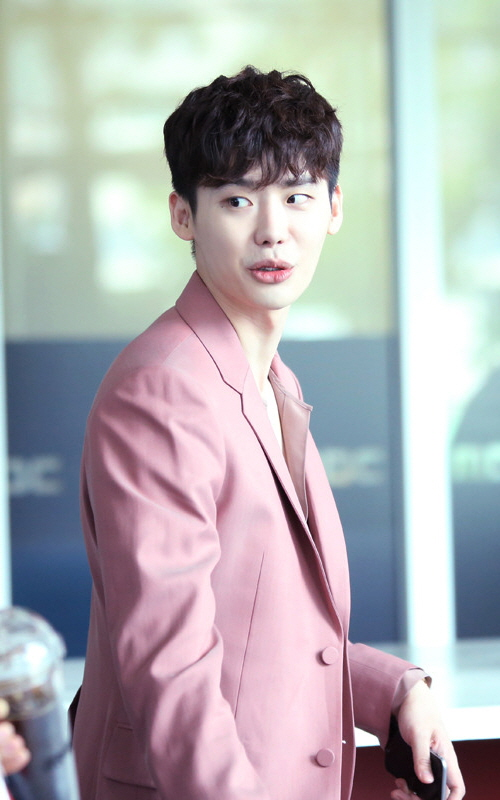
На прес-конференції драми «W», серпень 2016

Акторська гра Чон Сока у драмах «Лікар чужоземець» та «Піноккіо» принесла йому нагороди, включаючи Male Top Excellence Award на 8-мі Премії Корейської драми. Також він став наймолодшим актором, що виграв нагороду «Найкращий актор» на 27-мі Премії Grimae.
Через успіх Лі у Китаї, воскова фігура актора була поставлена у гонконзькому музеї мадам Тюссо, яку під час церемонії актор урочисто відкрив сам. Також Лі погодився зніматися у своїй першій китайській драмі під назвою «Нефритові коханці» разом з актрисою Чжен Шуан. Драма описується як фентезійний романтичний серіал, дії якого відбуваються 1930-их роках. Пізніше Чон Сок випустив ілюстровану книгу під назвою «2014-2015 Asia Tour Story ~With~», яка включає світлини, зняті під час зустрічі актора зі своїми фанатами в сімох азійських містах протягом дев'ятимісячного туру.

### 2016–сьогодення: Нове агентство та продовження успіху
У грудні 2015 року Лі Чон Сок покинув своє минуле агентство Wellmade Yedang та 10 травня 2016 року підписав винятковий контракт з YG Entertainment.
У липні 2016 рок Чон Сок повернувся на екрани корейського телебачення з фентезійним трилером «W — Два світи» каналу MBC разом із Хан Хьо Джу. Драма зайняла перші місця у чартах популярності у Кореї і Лі виграв «Daesang» (Головний приз) на Премії MBC драма, що проводиться в кінці року. У цьому ж році, він виконав головну роль у рекламній вебдрамі «Сім перших поцілунків» для Lotte Duty Free.
У 2017 році, Лі знімався у кримінальному фільмі «VIP», де вперше грав лиходія. У вересні того ж року Лі знімався в надприродній процесуальній драмі «Доки ти спала» разом із Пе Сюзі.
У липні цього ж року, Лі був призначений Послом доброї волі корейського туризму (Goodwill Ambassador for Korean tourism) Організацією корейського туризму (Korea Tourism Organization). Також організація випустила рекламні відео з участю актора під назвою «8 серій Кореї», в яких увага була сконцентрована на туристичних місцях у 10 різних регіонах країни, включаючи Сеул, Кьонгі, Канвон, Чеджу і Кьонджу.

## Особисте життя
Лі є найкращим другом зі своїм колегою моделлю та актором драми «Школа 2013», Кім У Біном, якого він знає ще з своїх перших днів у модельній кар'єрі.
31 грудня 2022 з'явилися повідомлення, що IU та актор Лі Чон Сок зустрічаються вже протягом чотирьох місяців. Пізніше їхні агентства підтвердили цю інформацію.

## Фільмографія

### Фільми
| Рік  | Назва                     | Роль                         |
| ---- | ------------------------- | ---------------------------- |
| 2005 | «Співчуття»               | Лі Хан Соль                  |
| 2010 | «Привид»                  | Пек Хьон Ук                  |
| 2012 | «Корея»                   | Чхве Кьон Соп                |
| 2012 | «R2B: Повернення до бази» | Перший лейтенант Чі Сок Хьон |
| 2013 | «Фізіогноміка»            | Кім Чін Хьон                 |
| 2013 | «Не дихаючи»              | Чон У Сан                    |
| 2014 | «Гаряча молода кров»      | Кан Чун Кіль                 |
| 2017 | «V.I.P.»                  | Кім Кван Іль                 |

### Телевізійні драми
| Рік         | Назва                                          | Роль                       | Канал      | Прим.         |
| ----------- | ---------------------------------------------- | -------------------------- | ---------- | ------------- |
| 2010        | «Принцеса — прокурор»                          | Лі У Хьон                  | SBS        |               |
| 2010        | «Таємничий сад»                                | Хан Тхе Сон                | SBS        |               |
| 2011        | «Сильний удар: Помста коротких ніг»            | Ан Чон Сок                 | MBC        |               |
| 2012        | «Коли я була найкрисивішою» (спеціальна драма) | Юн Чон Хьок                | KBS2       |               |
| 2012 — 2013 | «Школа 2013»                                   | Ко Нам Сун                 | KBS2       |               |
| 2013        | «Я можу почути твій голос»                     | Пак Су Ха                  | SBS        |               |
| 2013        | «Картопляна зірка 2013QR3»                     | Чон Сок (камео)            | tvN        |               |
| 2014        | «Лікар чужоземець»                             | Пак Хун                    | SBS        |               |
| 2014        | «Піноккіо»                                     | Чхве Таль Пхо / Кі Ха Мьон | SBS        |               |
| 2016        | «W — Два світи»                                | Кан Чхоль                  | MBC        |               |
| 2016        | «Ко Хо, Зоряна ніч»                            | Сон Те Кі (камео)          | Sohu і SBS | [ 44 ] [ 45 ] |
| 2016        | «Фея важкої атлетики Кім Бок Чжу»              | У ролі себе                | MBC        |               |
| 2017        | «Доки ти спала»                                | Чон Че Чхан                | SBS        |               |
| 2018        | «Він гімн смерті» (спеціальна драма)           | Кім Ву Джін                | SBS        |               |
| 2019        | «Романтична пропозиція»                        | Чха Ин Хо                  | tvN        |               |
| 2022        | «Базікало»                                     | Пак Чан Хо                 | MBC        | [ 46 ]        |

### Вебсеріали
| Рік  | Назва                   | Роль       | Канал         | Примітки  |
| ---- | ----------------------- | ---------- | ------------- | --------- |
| 2016 | «Сім перших поцілунків» | Лі Чон Сок | Naver TV Cast | серії 6-7 |

### Телевізійні шоу
| Рік       | Назва    | Канал | Роль    |
| --------- | -------- | ----- | ------- |
| 2011–2012 | Inkigayo | SBS   | Ведучий |

## Дискографія

### Поява узвукових доріжках
| Назва                                                                                    | Рік  | Найвищі місця в чарті | Продажі | Альбом            |
| Назва                                                                                    | Рік  | KOR Gaon              | Продажі | Альбом            |
| ---------------------------------------------------------------------------------------- | ---- | --------------------- | ------- | ----------------- |
| «Come To Me» (내게 와)                                                                   | 2017 | —                     | Н/Д     | Доки ти спала OST |
| «Would You Know» (그대는 알까요)                                                         | 2017 | —                     | Н/Д     | Доки ти спала OST |
| «—» показує випуски пісень, які або не потрапили до чарту або не вийшли у цьому регіоні. |      |                       |         |                   |

## Нагороди та номінації
| Рік  | Нагорода                                               | Категорія                                                                          | Номінований за роботою              | Результат | Прим.  |
| ---- | ------------------------------------------------------ | ---------------------------------------------------------------------------------- | ----------------------------------- | --------- | ------ |
| 2005 | Південнокорейський конкурсний відбір суперзірок        | Нова зірка реклами                                                                 | Н/Д                                 | Перемога  |        |
| 2006 | Конкурс SMART моделей                                  | Нагорода за фотогенічність                                                         | Н/Д                                 | Перемога  |        |
| 2011 | 4-та Премія Ікона стилю                                | Нагорода SIA's Choice                                                              | Н/Д                                 | Перемога  | [ 48 ] |
| 2012 | 48-ма Премія мистецтв Пексан                           | Кращий учасник шоу                                                                 | «Сильний удар: Помста коротких ніг» | Номінація |        |
| 2012 | 48-ма Премія мистецтв Пексан                           | Найпопулярніший актор телебачення                                                  | «Сильний удар: Помста коротких ніг» | Номінація |        |
| 2012 | 26-та Премія KBS драма                                 | Кращий новий актор                                                                 | «Школа 2013»                        | Перемога  |        |
| 2013 | 7-ма Премія Mnet 20's Choice                           | 20-ка чоловіків — зірок драми                                                      | Н/Д                                 | Номінація |        |
| 2013 | 6-та Премія корейської драми                           | Нагорода за майстерність (актор)                                                   | «Я можу почути твій голос»          | Перемога  | [ 49 ] |
| 2013 | 6-та Премія корейської драми                           | Краща пара разом з Лі Бо Йон                                                       | «Я можу почути твій голос»          | Перемога  | [ 49 ] |
| 2013 | 6-та Премія Ікона стилю                                | Джентльмен 21-го століття                                                          | «Я можу почути твій голос»          | Перемога  | [ 50 ] |
| 2013 | 21-ша Премія корейської культури та розваг             | Нагорода за високу майстерність (актор)                                            | «Я можу почути твій голос»          | Перемога  |        |
| 2013 | 21-ша Премія корейської культури та розваг             | Велика нагорода Hallyu                                                             | «Я можу почути твій голос»          | Перемога  |        |
| 2013 | 2-га Премія «Зірок МААТР»                              | Нагорода за майстерність (актор)                                                   | «Я можу почути твій голос»          | Перемога  | [ 51 ] |
| 2013 | 2-га Премія «Зірок МААТР»                              | Краща пара разом з Лі Бо Йон                                                       | «Я можу почути твій голос»          | Перемога  | [ 51 ] |
| 2013 | Премія SBS драма                                       | Нагорода за майстерність (актор мінісеріалу)                                       | «Я можу почути твій голос»          | Перемога  | [ 52 ] |
| 2013 | Премія SBS драма                                       | Топ-10 зірок                                                                       | «Я можу почути твій голос»          | Перемога  | [ 52 ] |
| 2013 | Премія SBS драма                                       | Краща пара разом з Лі Бо Йон                                                       | «Я можу почути твій голос»          | Номінація | [ 52 ] |
| 2014 | 9-й азійський модельний фестиваль                      | Зірка-модель                                                                       | Н/Д                                 | Перемога  |        |
| 2014 | 50-та Премія мистецтв Пексан                           | Кращий актор телебачення                                                           | «Я можу почути твій голос»          | Номінація |        |
| 2014 | 51-ша Премія Великий дзвін                             | Нагорода за популярність                                                           | «Гаряча молода кров»                | Номінація |        |
| 2014 | 9-та Сеульська міжнародна премія драми                 | Вибір глядачів                                                                     | «Я можу почути твій голос»          | Номінація |        |
| 2014 | 7-ма Премія корейської драми                           | Нагорода за високу майстерність (актор)                                            | «Лікар чужоземець»                  | Номінація |        |
| 2014 | 7-ма Премія Style Icon                                 | Топ-10 Ікон стилю                                                                  | Н/Д                                 | Номінація |        |
| 2014 | 27-ма Премія Grimae                                    | Нагорода за високу майстерність                                                    | «Лікар чужоземець», «Піноккіо»      | Перемога  | [ 53 ] |
| 2014 | Премія SBS драма                                       | Спеціальна нагорода SBS                                                            | «Лікар чужоземець», «Піноккіо»      | Перемога  | [ 54 ] |
| 2014 | Премія SBS драма                                       | Нагорода за високу майстерність (актор спеціальної драми)                          | Піноккіо                            | Номінація | [ 54 ] |
| 2014 | Премія SBS драма                                       | Топ-10 зірок                                                                       | Піноккіо                            | Перемога  | [ 54 ] |
| 2014 | Премія SBS драма                                       | Нагорода Netizen Popularity                                                        | Піноккіо                            | Номінація | [ 54 ] |
| 2014 | Премія SBS драма                                       | Краща пара разом з Пак Сін Хє                                                      | Піноккіо                            | Перемога  | [ 54 ] |
| 2015 | 51-ша Премія мистецтв Пексан                           | Найпопулярніший актор телебачення                                                  | Піноккіо                            | Перемога  | [ 55 ] |
| 2015 | Korea Brand Stars                                      | Великий приз                                                                       | Н/Д                                 | Перемога  | [ 56 ] |
| 2015 | 8-ма Премія корейської драми                           | Нагорода за високу майстерність (актор)                                            | Піноккіо                            | Перемога  |        |
| 2015 | 6-та Премія Корейської популярної культури та мистецтв | Нагорода від прем'єр-міністра                                                      | Н/Д                                 | Перемога  | [ 57 ] |
| 2016 | 5-та Премія «Зірок МААТР»                              | Кращий актор мінісеріалу, нагорода за високу майстерність                          | W — Два світи                       | Номінація |        |
| 2016 | 5-та Премія «Зірок МААТР»                              | Краща пара разом з Хан Хьо Джу                                                     | W — Два світи                       | Номінація |        |
| 2016 | Премія MBC драма                                       | Головний приз (Daesang)                                                            | W — Два світи                       | Перемога  | [ 58 ] |
| 2016 | Премія MBC драма                                       | Нагорода за високу майстерність (актор мінісеріалу)                                | W — Два світи                       | Перемога  | [ 58 ] |
| 2016 | Премія MBC драма                                       | Краща пара разом з Хан Хьо Джу                                                     | W — Два світи                       | Перемога  | [ 58 ] |
| 2017 | Премія SBS драма                                       | Головний приз (Daesang)                                                            | Доки ти спала                       | Номінація |        |
| 2017 | Премія SBS драма                                       | Нагорода за високу майстерність (актор серіалу що транслювався у середу та четвер) | Доки ти спала                       | Перемога  | [ 59 ] |
| 2017 | Премія SBS драма                                       | Краща пара разом з Пе Сюзі                                                         | Доки ти спала                       | Перемога  | [ 60 ] |
| 2018 | 6-та Премія «Зірок МААТР»                              | Нагорода за високу майстерність (актор мінісеріалу)                                | Доки ти спала                       | Номінація | [ 61 ] |
| 2018 | 6-та Премія «Зірок МААТР»                              | Нагорода K-Star                                                                    | Доки ти спала                       | Номінація | [ 61 ] |
| 2022 | Премія MBC драма                                       | Головний приз (Тесан)                                                              | «Базікало»                          | Перемога  | [ 62 ] |
| 2022 | Премія MBC драма                                       | Краща пара разом з Ім Юна                                                          | «Базікало»                          | Перемога  | [ 62 ] |